# الجمهوريات البرلمانية ذات الرئيس التنفيذي
جمهورية برلمانية برئيس تنفيذي هي شكل من أشكال الديمقراطية البرلمانية حيث يكون رئيس الدولة هو أيضًا رئيس الحكومة (الرئيس التنفيذي) في نفس الوقت ويستمد شرعيته الديمقراطية من قدرته على حشد دعم ("ثقة") أغلبية الهيئة التشريعية، والتي يُحاسب أمامها. وهذا على النقيض من النظام الرئاسي، الذي يتميز برئيس ليس مسؤولاً بالكامل أمام الهيئة التشريعية، ولا يمكن استبداله بأغلبية بسيطة من الأصوات. وعلى النقيض من الأنظمة البرلمانية الأخرى حيث يكون رئيس الحكومة، مختلفًا عن رئيس الدولة (الثنائية)، يتميز هذا النظام برئيس دولة ورئيس حكومة مشتركين (أحادية) في شكل رئيس تنفيذي يتم انتخابه عادةً (ولكن ليس دائمًا) من قبل الهيئة التشريعية. وفي كلا النظامين، يجب عليهم الحفاظ على ثقة الهيئة التشريعية للبقاء في مناصبهم. في الواقع، يعمل "الرؤساء" في هذا النظام بنفس الطريقة التي يعمل بها رؤساء الوزراء في الأنظمة البرلمانية الأخرى، ولكنهم يمتلكون أيضًا الصلاحيات التي يمارسها تقليديًا رئيس الدولة، على سبيل المثال التوقيع وإصدار القوانين التي يقرها البرلمانات المعنية، ومنح العفو، وما إلى ذلك.

## المستوى الوطني
| الاختصاص القضائي | عنوان | انتخاب | إزالة | حدود المدة                        | المنصب في مجلس الوزراء | القدرة على تشكيل الخزانة | إصدار القوانين | منح العفو | الطوارئ / الحرب                 | أحكام أخرى |
| ---------------- | ----- | --- | --- | --------------------------------- | ---------------------- | ------------------------ | -------------- | --------- | ------------------------------- | --- |
| بوتسوانا         | رئيس  | يتم انتخاب الرئيس من قبل البرلمان ويشغل مقعدًا برلمانيًا (بحكم منصبه)                                           | إذا نجح التصويت بسحب الثقة ولم يستقيلوا، فإن ذلك يؤدي إلى حل الهيئة التشريعية والدعوة إلى انتخابات جديدة (المادة 92 من الدستور). | فصلين دراسيين (10 سنوات إجمالاً)   | نعم                    | نعم                      | نعم            | نعم       | نعم                             | |
| غيانا            | رئيس  | يتم انتخاب الرئيس والهيئة التشريعية مباشرة من قبل الشعب من خلال التصويت المزدوج المتزامن                      | يتعين على الرئيس دستوريًا حل البرلمان بعد نجاح اقتراح حجب الثقة عن الحكومة ((المادة 106 (6)) ويتم الدعوة إلى انتخابات جديدة خلال 3 أشهر (المادة 61)). | فصلين دراسيين (10 سنوات إجمالاً)   | نعم                    | نعم                      | نعم            | نعم       | نعم                             | |
| كيريباتي         | رئيس  | يتم انتخاب الرئيس عن طريق التصويت بالأغلبية بعد ترشيح المرشحين للرئاسة من قبل الهيئة التشريعية المنتخبة حديثًا | إذا نجح التصويت بسحب الثقة من الرئيس، يتم عزله من منصبه ويتم حل الهيئة التشريعية (مما يؤدي إلى إجراء انتخابات جديدة لها). وفي هذه الأثناء، يتولى هيئة تعرف باسم "مجلس الدولة" (تضم رئيس القضاء ورئيس لجنة الخدمة العامة ورئيس المجلس التشريعي) مهام الرئاسة. | 3 فصول دراسية (12 سنة في المجموع) | لا                     | نعم                      | نعم            |           | نعم                             | |
| جزر مارشال       | رئيس  | ? | ? | ?                                 | ?                      | ?                        | ?              | ?         | ?                               | |
| ناورو            | رئيس  | ? | ? | ?                                 | ?                      | ?                        | ?              | ?         | ?                               | |
| جنوب أفريقيا     | رئيس  | يتم انتخاب الرئيس من قبل الجمعية الوطنية، وهي مجلس النواب في البرلمان، من بين أعضائها.                        | يمكن عزل الرئيس إما عن طريق اقتراح حجب الثقة أو محاكمة عزل. | فصلين دراسيين (10 سنوات إجمالاً)   | ?                      | ?                        | نعم            | نعم       | نعم (انظر المادة 37 من الدستور) | يشترط أن يكون الرئيس عضوًا في الجمعية الوطنية وقت الانتخابات. وبعد انتخابه، يستقيل الرئيس فورًا من منصبه طوال مدة ولايته الرئاسية. |
| سورينام          | رئيس  | يُنتخب الرئيس من قِبَل المجلس الوطني بأغلبية ثلثي الأصوات. (الفصل الحادي عشر، المادة 83)                         | وفقًا لدستور سورينام، يُعدّ البرلمان أعلى سلطة في الدولة، والحكومة مسؤولة عنه (الفصل الثالث عشر من الدستور، المادة 117، الفقرة 2). ويحق للبرلمان أيضًا عزل الرئيس بأغلبية الأصوات (المادة 74أ، الفقرة 82 من الدستور).                                            | ?                                 | ?                      | ?                        | ?              | ?         | ?                               | |

## المستوى دون الوطني
| النمسا        | عنوان        | انتخاب | إزالة | حدود المدة | المنصب في مجلس الوزراء | القدرة على تشكيل الخزانة | إصدار القوانين | منح العفو | الطوارئ / الحرب | أحكام أخرى |
| ------------- | ------------ | ------ | ----- | ---------- | ---------------------- | ------------------------ | -------------- | --------- | --------------- | ---------- |
| بورغنلاند     | لاندشاوبتمان |        |       |            |                        |                          |                |           |                 |            |
| كيرنتن        | لاندشاوبتمان |        |       |            |                        |                          |                |           |                 |            |
| النمسا السفلى | لاندشاوبتمان |        |       |            |                        |                          |                |           |                 |            |
| زالتسبورغ     | لاندشاوبتمان |        |       |            |                        |                          |                |           |                 |            |
| شتايرمارك     | لاندشاوبتمان |        |       |            |                        |                          |                |           |                 |            |
| تيرول         | لاندشاوبتمان |        |       |            |                        |                          |                |           |                 |            |
| النمسا العليا | لاندشاوبتمان |        |       |            |                        |                          |                |           |                 |            |
| Vienna        | برجر مايستر  |        |       |            |                        |                          |                |           |                 |            |
| فورارلبرغ     | لاندشاوبتمان |        |       |            |                        |                          |                |           |                 |            |

| ألمانيا              | عنوان               | انتخاب | إزالة | حدود المدة | المنصب في مجلس الوزراء | القدرة على تشكيل الخزانة                                                                                 | إصدار القوانين   | منح العفو            | الطوارئ / الحرب | أحكام أخرى                                                                          |
| -------------------- | ------------------- | --- | --- | ---------- | ---------------------- | --- | ---------------- | -------------------- | --------------- | ----------------------------------------------------------------------------------- |
| بادن فورتمبيرغ       | وزير-رئيس           | أغلبية أعضاء مجلس النواب | تصويت بناء بسحب الثقة | لا         | كفاءة التوجيه          | محدودة (تعيينات مجلس الوزراء تخضع لموافقة البرلمان، ويجوز للبرلمان استدعاء وزراء فرديين بأغلبية الثلثين) |                  | نعم                  |                 |                                                                                     |
| بافاريا              | وزير-رئيس           | الأغلبية البسيطة لأعضاء البرلمان                                                                                               | لا أحد، ولكن إذا لم يستقل رئيس الوزراء على الرغم من خسارته ثقة البرلمان، فيمكن توجيه الاتهام إليه أمام المحكمة الدستورية للولاية. | لا         | كفاءة التوجيه          | محدودة (تعيينات مجلس الوزراء تخضع لموافقة البرلمان)                                                      | نعم              | نعم                  |                 |                                                                                     |
| برلين                | رئيس البلدية الحاكم | الأغلبية البسيطة لأعضاء البرلمان                                                                                               | تصويت بسحب الثقة (إذا لم ينتخب برلمان الولاية عمدة حاكم جديد خلال 21 يومًا، يتم إعادة تعيين صاحب المنصب السابق تلقائيًا)            | لا         | كفاءة التوجيه          | ممتلىء                                                                                                   |                  | لا (الخزانة بأكملها) |                 |                                                                                     |
| براندنبورغ           | وزير-رئيس           | أغلبية أعضاء البرلمان (الاقتراع الأول والثاني)، والأغلبية (الاقتراع الثالث)                                                    | تصويت بناء بسحب الثقة | لا         | كفاءة التوجيه          | ممتلىء                                                                                                   |                  | نعم                  |                 |                                                                                     |
| بريمن                | رئيس مجلس الشيوخ    | الأغلبية البسيطة لأعضاء البرلمان                                                                                               | تصويت بناء بسحب الثقة | لا         | الأسبقية الاحتفالية    | لا أحد (ينتخب البرلمان ويقيل جميع أعضاء مجلس الوزراء)                                                    |                  | لا (الخزانة بأكملها) |                 | لا يجوز أن يكون عضوًا في برلمان الولاية                                              |
| هامبورغ              | أول عمدة            | أغلبية أعضاء مجلس النواب | تصويت بناء بسحب الثقة | لا         | كفاءة التوجيه          | محدودة (تعيينات مجلس الوزراء تخضع لموافقة البرلمان)                                                      |                  | لا (الخزانة بأكملها) |                 | لا يجوز أن يكون عضوًا في برلمان الولاية                                              |
| هيسن                 | وزير-رئيس           | أغلبية أعضاء مجلس النواب | تصويت بسحب الثقة | لا         | كفاءة التوجيه          | محدودة (إقالة أعضاء مجلس الوزراء رهناً بموافقة البرلمان)                                                  |                  | نعم                  |                 | أعضاء البيوت النبيلة، الذين حكموا في ألمانيا قبل عام 1918، غير مؤهلين لتولي المناصب |
| ساكسونيا السفلى      | وزير-رئيس           | أغلبية أعضاء البرلمان أو الأغلبية، إذا لم ينتخب برلمان الولاية رئيسًا للوزراء في غضون 21 يومًا ولم يحل نفسه بناءً على ذلك         | تصويت بناء بسحب الثقة | لا         | كفاءة التوجيه          | محدودة (إقالة أعضاء مجلس الوزراء رهناً بموافقة البرلمان)                                                  |                  | نعم                  |                 |                                                                                     |
| مكلنبورغ فوربومرن    | وزير-رئيس           | أغلبية أعضاء البرلمان أو الأغلبية، إذا لم ينتخب برلمان الولاية رئيسًا للوزراء في غضون 28 يومًا ولم يحل نفسه بناءً على ذلك         | تصويت بناء بسحب الثقة | لا         | كفاءة التوجيه          | ممتلىء                                                                                                   |                  | نعم                  |                 |                                                                                     |
| شمال الراين-وستفاليا | وزير-رئيس           | أغلبية أعضاء البرلمان (الاقتراع الأول)، الأغلبية البسيطة (الاقتراع الثاني والثالث)، جولة الإعادة (الاقتراع الرابع)             | تصويت بناء بسحب الثقة | لا         | كفاءة التوجيه          | ممتلىء                                                                                                   |                  | نعم                  |                 | يجب أن يكون عضوًا في برلمان الولاية                                                  |
| راينلاند بالاتينات   | وزير-رئيس           | أغلبية أعضاء مجلس النواب | تصويت بسحب الثقة | لا         | كفاءة التوجيه          | ممتلىء                                                                                                   |                  | نعم                  |                 |                                                                                     |
| سارلاند              | وزير-رئيس           | أغلبية أعضاء مجلس النواب | تصويت بسحب الثقة | لا         | كفاءة التوجيه          | محدودة (تعيينات مجلس الوزراء وفصل الوزراء رهناً بموافقة البرلمان)                                         |                  | لا (الخزانة بأكملها) |                 |                                                                                     |
| ساكسونيا             | وزير-رئيس           | أغلبية أعضاء البرلمان (الاقتراع الأول)، الأغلبية البسيطة (الاقتراعات التالية)                                                  | تصويت بسحب الثقة | لا         | كفاءة التوجيه          | ممتلىء                                                                                                   | مع رئيس البرلمان | نعم                  |                 |                                                                                     |
| ساكسونيا أنهالت      | وزير-رئيس           | أغلبية أعضاء البرلمان أو الأغلبية البسيطة، إذا لم ينتخب برلمان الولاية رئيسًا للوزراء في غضون 14 يومًا ولم يحل نفسه بناءً على ذلك | تصويت بسحب الثقة | لا         | كفاءة التوجيه          | ممتلىء                                                                                                   |                  | نعم                  |                 |                                                                                     |
| شليسفيغ هولشتاين     | وزير-رئيس           | أغلبية أعضاء البرلمان (الاقتراع الأول والثاني)، والأغلبية (الاقتراع الثالث)                                                    | تصويت بسحب الثقة | لا         | كفاءة التوجيه          | ممتلىء                                                                                                   |                  | نعم                  |                 |                                                                                     |
| تورينجيا             | وزير-رئيس           | أغلبية أعضاء البرلمان (الاقتراع الأول والثاني)، والأغلبية (الاقتراع الثالث)                                                    | تصويت بسحب الثقة | لا         | كفاءة التوجيه          | ممتلىء                                                                                                   |                  | نعم                  |                 |                                                                                     |